# Miami Yacine
Miami Yacine, pseudonimo di Yassine Baybah (Dortmund, 1991), è un rapper tedesco.

## Biografia
Nasce a Dortmund nel 1991 da genitori marocchini.
Nel 2012 esce il mixtape Tag und Nacht.
Nel 2016 pubblica il singolo Kokaina, certificato platino, che lo porta al successo. Il video musicale conta, a dicembre 2020, più di 175 milioni di visualizzazioni su YouTube.
Nel 2017 pubblica il brano Bon voyage, primo estratto dall'album Casia, certificato disco d'oro.
Il 19 gennaio 2018 collabora con Sfera Ebbasta per il brano Uber, contenuto nell'edizione internazionale dell'album Rockstar.
Il 29 gennaio 2020 pubblica il secondo album Welcome 2 Miami. Successivamente il 25 Dicembre 2020 pubblica il mixtape Dilemma.

## Discografia

### Album in studio
- 2017 – Casia
- 2020 - Welcome 2 Miami
- 2020 - Dilemma